# Podgrad (gmina Novo mesto)
Podgrad – wieś w Słowenii, w gminie miejskiej Novo mesto. W 2018 roku liczyła 126 mieszkańców. 